# 中津川市立山口小学校
中津川市立山口小学校（なかつがわしりつ やまぐちしょうがっこう）とは、岐阜県中津川市にある公立小学校。

## 沿革
出典
- 1873年（明治6年）
  - 5月 - 筑摩県山口村八重島に山口村生徒所として開設。
  - 7月 - 第2大学区筑摩県管内第19番中学区第24小学公立明義学校と改称。
  - 10月 - 山口村外垣に民家を借り受け校舎に充てる。
- 1875年（明治8年）
  - 4月 - 校舎狭隘のため諏訪神社境内芝居座に移転。
  - 11月 - 山口学校と改称。
- 1877年（明治10年）5月 - 筑摩県から長野県となる。学区改正により、第6大学区第20番中学区第20番小学山口学校と改称。
- 1880年（明治13年）4月 - 西筑摩郡第29番学区山口学校と改称。
- 1882年（明治15年）1月 - 字寺内に教場33坪の校舎を竣工。
- 1885年（明治18年）5月 - 校舎狭隘のため新築工事に着手し、併せて運動場を拡張する。
- 1886年（明治19年）
  - 1月 - 93坪2階建の新校舎が落成し、開校式挙行。
  - 4月 - 西筑摩郡13番区村立山口学校と改称。
- 1889年（明治22年）4月 - 西筑摩郡13番区山口尋常小学校と改称。
- 1897年（明治30年）
  - 2月 - 原に新校舎新築落成し開校式を行う。以後、1899年（明治32年）までに校舎増築し、体操場を新築する。
  - 時期不明 - 山口尋常高等小学校と改称する。
- 1906年（明治39年） - 農業補習学校を併設する。
- 1916年（大正5年） - 青年訓練所を併設する。
- 1919年（大正8年）5月 - 校地を拡張し校庭北側に2階建4教室、宿直室、昇降口が落成。
- 1935年（昭和10年） - 農業補習学校、青年訓練所を廃止し、青年学校を併設する。
- 1941年（昭和16年） - 国民学校令により、山口国民学校と改称。
- 1942年（昭和17年） - 校舎狭隘のため改築工事に着手。
- 1943年（昭和18年） - 南校舎及び講堂兼雨天体操場が完成。
- 1944年（昭和19年） - 中央校舎が完成。
- 1945年（昭和20年） - 北校舎が完成。
- 1947年（昭和22年）4月 - 新学制により、山口村立山口小学校と改称。
- 1951年（昭和26年）8月 - 郡下初の防火用水池兼用の水泳プールが竣工。
- 1957年（昭和32年）11月 - 給食室及び講堂・公仕室・宿直室の改造新設。同月、新学制10周年事業として校歌を制定。落成記念と校歌披露式を行う。
- 1960年（昭和35年）10月 - 昇降口改装設置。
- 1961年（昭和36年） - 校庭西側を拡張工事。
- 1963年（昭和38年）7月 - プール改装記念式挙行。
- 1979年（昭和54年）11月 - 校舎・体育館・給食室新築落成し、記念式典挙行。
- 1989年（平成元年）7月 - プール改修工事を行う。
- 1997年（平成9年）
  - 8月 - 給食室の改修工事を行い、山口小・中学校、神坂小学校の共同調理場とし、センター化する。
- 2005年（平成17年）
  - 2月13日 - 山口村の岐阜県中津川市への越県合併に伴い、岐阜県中津川市立山口小学校と改称。
  - 4月 - 中津川市立山口小学校となる。
  - 9月 - 共同調理場として山口幼稚園の給食調理開始。
- 2006年（平成18年）9月 - 山口総合事務所西側、運動場の石垣補修。
- 2008年（平成20年）
  - 4月 - 特別支援学級新設（肢体）。
  - 7月 - 校舎の耐震補強大規模改修。
- 2010年（平成22年）7月 - 屋内運動場大規模改造補強工事。
- 2015年（平成27年）
  - 4月 - 特別支援学級新設（自情）。
  - 8月 - 屋内運動場吊り天井撤収工事。
- 2017年（平成29年）3月 - 特別支援学級閉設（自情）。
- 2018年（平成30年）12月 - 児童玄関改修工事。
- 2019年（平成31年・令和元年）
  - 4月 - 特別支援学級新設（自情）。
  - 8月 - 普通教室エアコン設置。
- 2020年（令和2年）4月7日 - 着任式・始業式を挙行し、翌日に入学式を挙行後、新型コロナウイルス感染症拡大防止のため臨時休業となる。

## 就学区域
- 山口地区
  - 山口[注釈 1]

## 学校周辺
- 山口郵便局
- 国道19号
- 中津川警察署山口駐在所
- 山口公民館
- 中津川市役所山口総合事務所
- 木曽川

## アクセス
- 北恵那交通「山口総合事務所下」バス停下車後、徒歩約170m・約3分（山口公民館脇の歩道路を移動した場合。学校まで直線距離では、すぐ近く）。
  - 停車系統は、「S・坂下線」と「F・藤沢線」。
- JR中央本線中津川駅・坂下駅両駅から、上述の路線バスで、「山口総合事務所下」バス停下車後、徒歩。
  - 中津川駅から山口総合事務所下まで19分（逆方向は20分）。
  - 坂下駅から山口総合事務所下まで7分（逆方向は8分）。